# 俄羅斯政治
俄罗斯联邦实行的政治體制是联邦制，以俄罗斯联邦宪法和法律为基础，根据立法、司法、行政三权分立又相互作用、相互制约、相互平衡的原则行使职能。但近年來，由於在憲政危機後議會權力受到打擊，加上普京任內出現一黨獨大，並令其反對派逐漸消失，目前已經實質處於威權體制。

## 行政部門
總統是國家元首，任期6年，可以連任一次，由人民直选产生。總統拥有相当大的行政权力，有权任命包括了总理（正式名称为政府主席）這一政府首腦在内的高级官员，但必须经议会批准。总统同时也是武装部队的首领以及国家安全会议的主席。并可以不经议会通过直接颁布行政法令。俄羅斯有15個部及其他與部同級的總局，其中有5個部比較特殊，有重要權力的部門是由總統直接節制，稱為強力部門，分別是：
- 聯邦內務部
- 聯邦外交部
- 聯邦國防部
- 聯邦司法部
- 聯邦民防、緊急情況及消除自然災害後果部（簡稱緊急情況部）

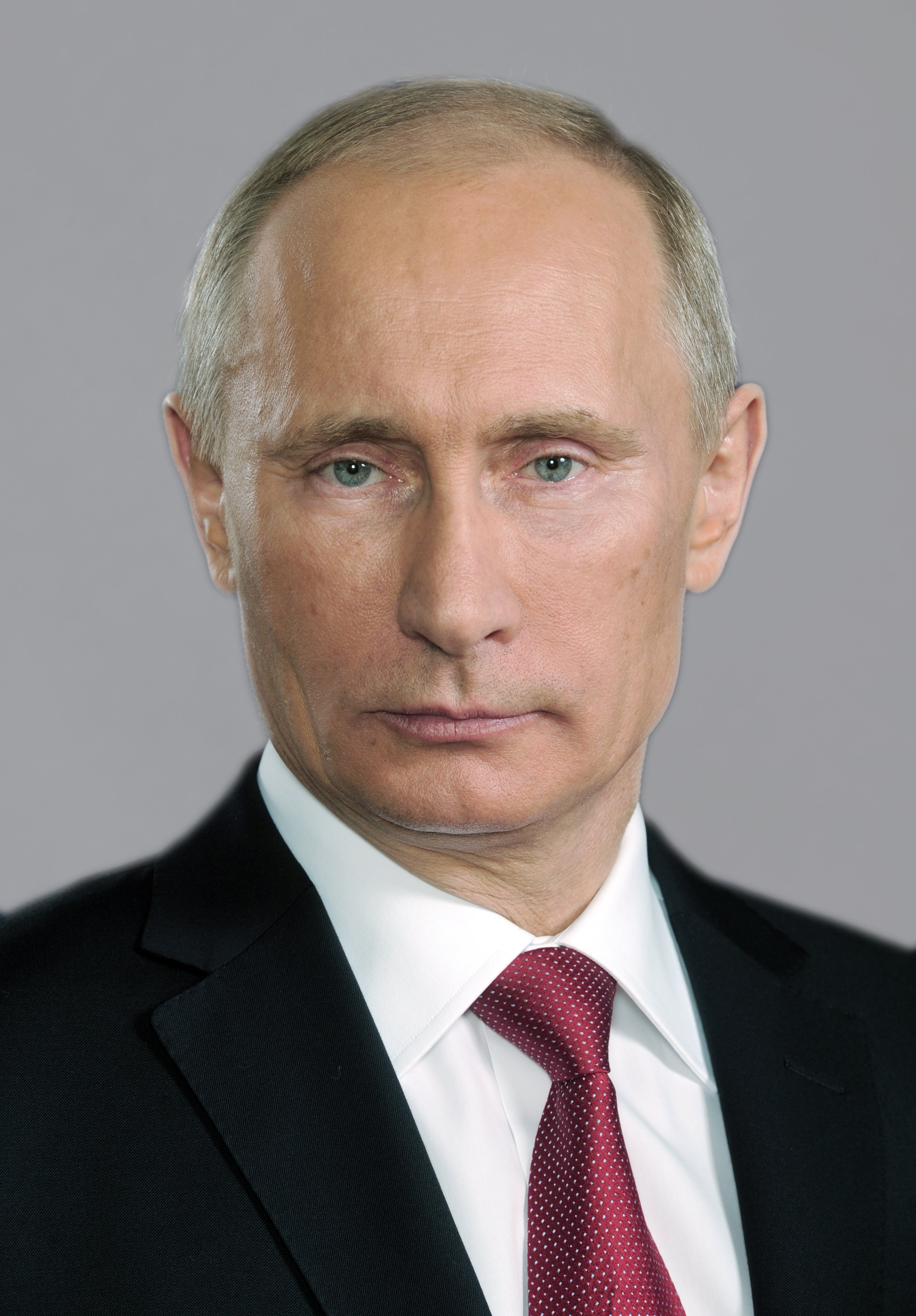
俄罗斯總統普京

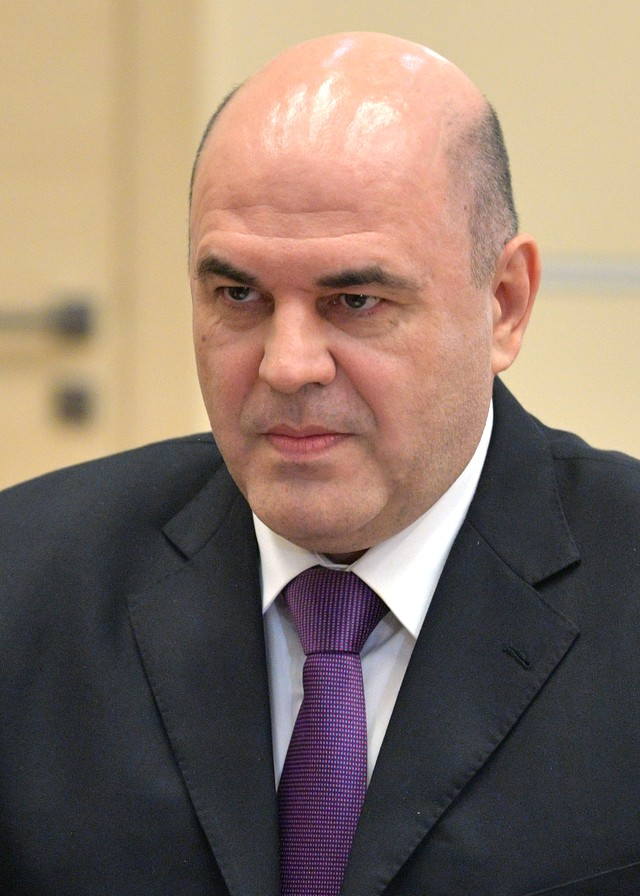
俄罗斯总理米哈伊尔·米舒斯京

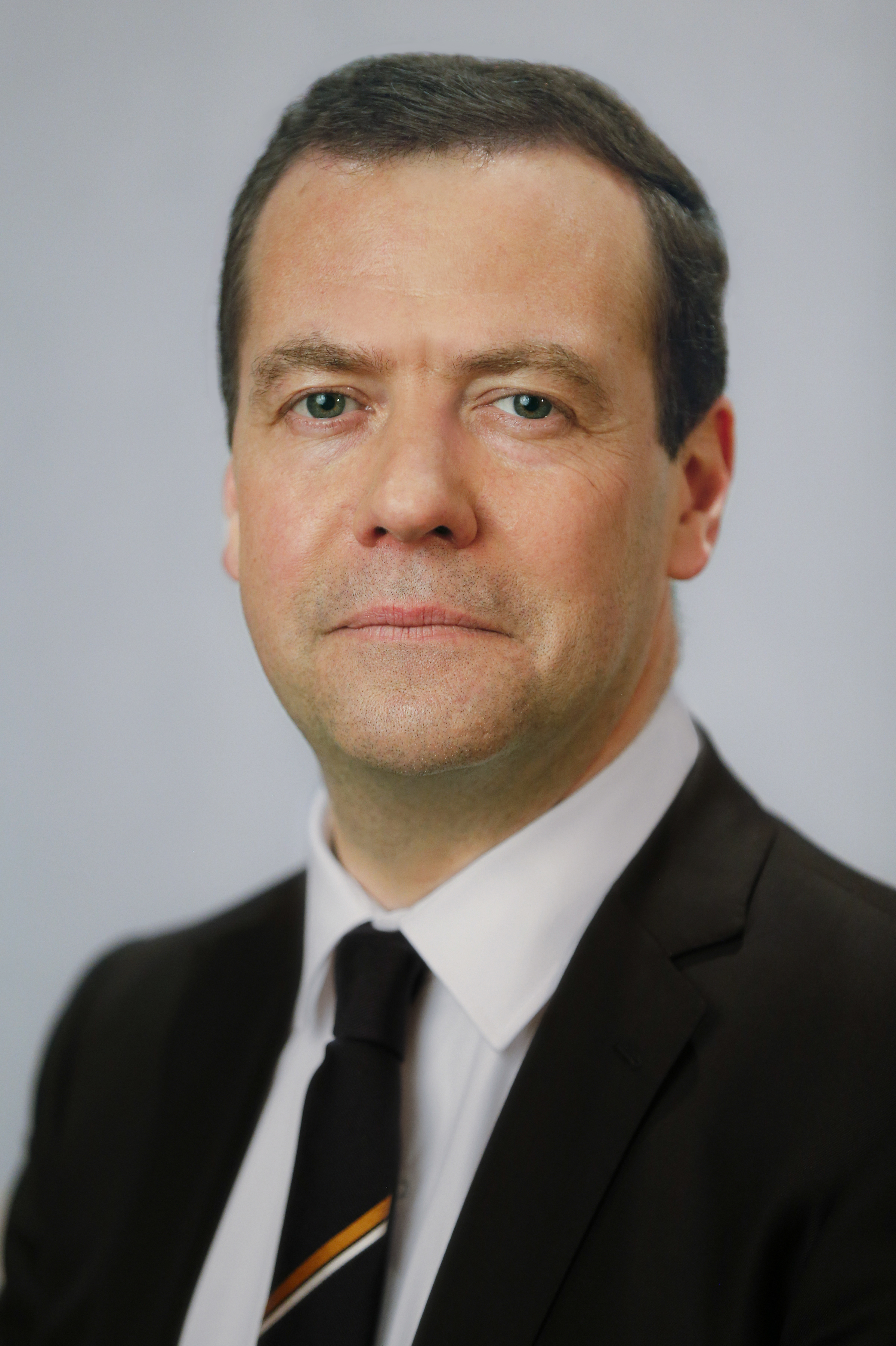
俄罗斯安全会议副主席梅德維傑夫

其餘10個部則是直屬總理，分別是:
- 聯邦財政部
- 聯邦衛生與社會發展部
- 聯邦經濟發展與貿易部
- 聯邦教育科學部
- 聯邦工業與能源部
- 聯邦農業部
- 聯邦信息技術與通訊部
- 聯邦自然資源部
- 聯邦文化與傳媒部
- 聯邦交通運輸部

## 立法部門
1993年之前俄羅斯採行一院制-俄羅斯聯邦人民大會（原蘇聯最高蘇維埃改組）。1993年俄羅斯憲政危機，修改宪法之後，俄罗斯联邦会议是俄罗斯联邦的代表与立法机关。
聯邦議會採用兩院制。下議院稱國家杜馬(State Duma，代表聯邦各主體)，上議院稱聯邦委員會(Federal Council，代表聯邦)。國家杜馬的法案聯邦委員會只得批准或著是通過而不得修改，然而聯邦委員會若否決國家杜馬的提案，兩院可以共組一個調解委員會以制訂出妥協版本，依舊無法達成妥協或國家杜馬堅持原案，國家杜馬在取得三分之二的贊成票後可以否決聯邦委員會的決定。

### 下議院
国家杜马（下议院）的职权是同意总统对总理的任命；决定对总统的信任问题；任免审计院主席及半数检查员；实行大赦；提出罢免俄罗斯联邦总统的指控；通过联邦法律。其選舉方式從1993年混合制實施了十多年後，2005年5月，在當時普京總統的主導下，俄羅斯國會修改法律，將選舉制度由混合制改為政黨名單比例代表制。在新的選舉制度下，全部的450名國家杜馬議員皆由以全國為範圍的政黨名單比例代表制選舉產生，且將政黨可分配席次門檻由原本的5％提高為7％。

### 上议院
俄羅斯聯邦委員會（上议院）由俄罗斯联邦84個联邦主体各派两名代表组成，並非經選舉民主產生：一名来自主體首長推薦經過地方議會覆議，一名来自主體議會，主要的职能是批准联邦法律、联邦主体边界变更、总统关于战争状态和紧急状态的命令，决定境外驻军、总统选举及弹劾，中央與地方的雙邊关系问题等。而委員會有以下的特別權力：
- 批准各聯邦主體間的邊界畫分；
- 批准俄羅斯聯邦總統的戒嚴令；
- 批准俄羅斯聯邦總統的緊急命令；
- 批准俄羅斯聯邦對外動員武裝力量；
- 頒布俄羅斯聯邦總統當選資格；
- 彈劾俄羅斯聯邦總統；
- 批准俄羅斯總統提名憲法法院、最高法院以及最高仲裁法院的法官；
- 批准俄羅斯總統提名的檢察總長；
- 委任委員會副主席以及審計總署半數的精算師。